# Eric Jay
Eric George Jay (1 de março de 1907 – 7 de fevereiro de 1989) foi um padre anglicano britânico, acadêmico e autor.
Jay foi educado na Universidade de Leeds e no College of the Resurrection; e ordenado em 1931. Depois de uma curadoria em Stockport, ele foi professor no King's College London. Foi capelão na RAFVR de 1940 até 1946 e padre responsável por St Clement Danes de 1945 até 1947. Reitor de Nassau de 1948 a 1951. Foi capelão sênior do arcebispo da Cantuária de 1951 a 1958; diretor do Montreal Diocesan Theological College de 1958 a 1964; e reitor da Faculdade de Divindade da Universidade McGill de 1964 a 1970.
Em 1937, Jay se casou com Margaret Webb, e eles tiveram duas filhas. Em 1957, aos dezoito anos, sua filha mais velha deu à luz uma menina que, por insistência de Jay, foi adotada. Tornando-se Sheila Caffell, ela foi mais tarde uma das que morreram nos assassinatos da Fazenda da Casa Branca.

## Publicações
As obras de Jay incluem:
- The Existence of God (1946);
- Origen’s Treatise on Prayer (1954);
- New Testament Greek; an Introductory Grammar (1958);
- Son of Man, Son of God (1965);
- The Church: its changing image through twenty centuries (1977).